# Edouard Isabekjan

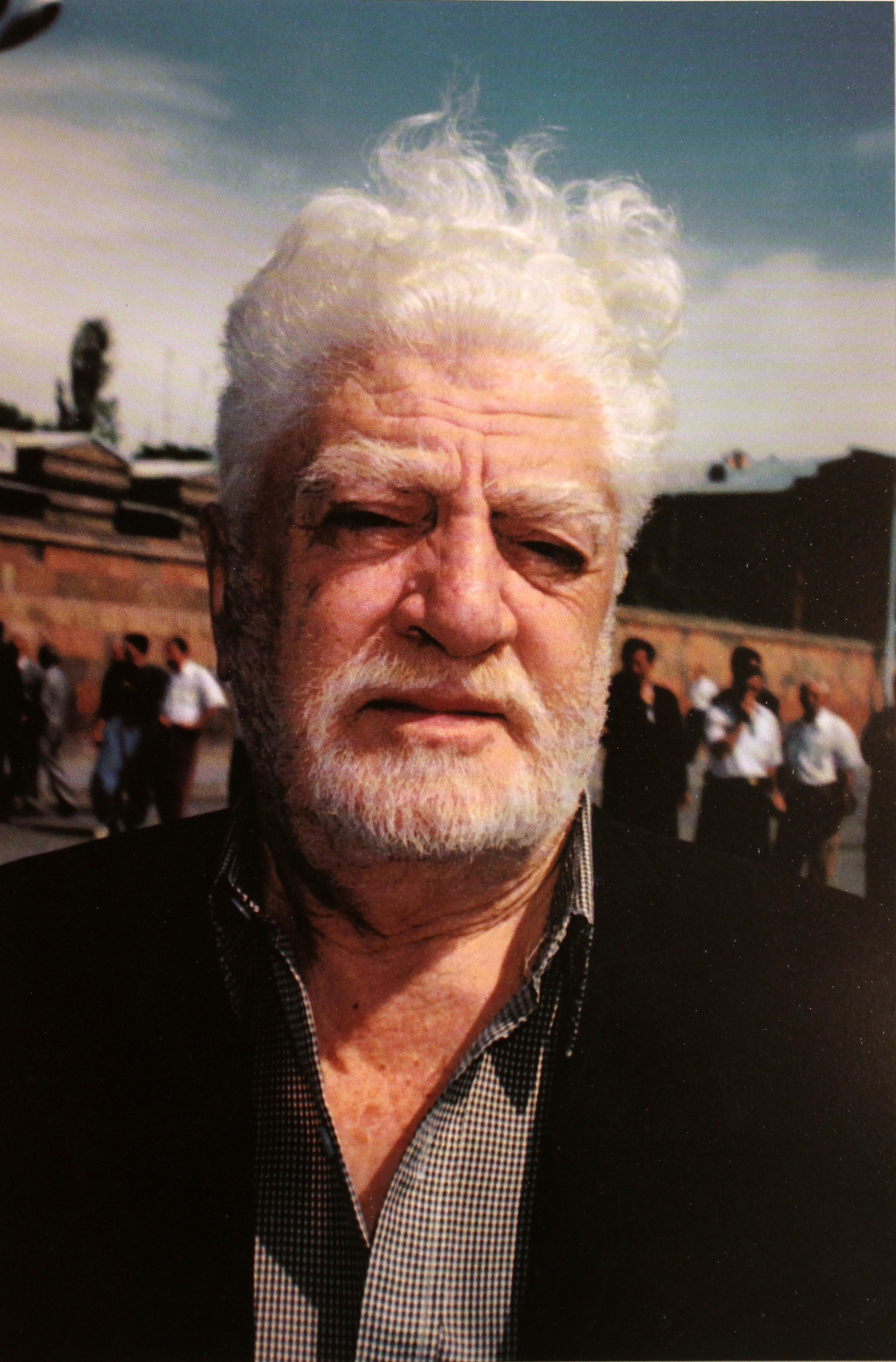
Edouard Isabekjan

Edouard Isabekjan (armenisch Էդուարդ Իսաբեկյան, russisch Эдуард Исабекян; * 8. Novemberjul. / 21. November 1914greg. in Iğdır im Gouvernement Eriwan; † 17. August 2007 in Aschtarak) war ein armenisch-sowjetischer Maler und Grafiker.

## Leben
Isabekjans Vater Amajak Isabekjan war Händler und Landwirt. 1918 verließ die Familie Iğdır, das 1920 im Türkisch-Armenischen Krieg von türkischen Einheiten erobert wurde und seit 1922 Teil der Türkei ist. Nach einem zweimonatigen Aufenthalt in Etschmiadsin ließ sich die Familie in Jerewan nieder. Isabekjan erhielt 1927–1931 seine erste künstlerische Ausbildung am Jerewaner Geghard-Technikum bei den Malern Sedrak Arakeljan, Wahram Gaifedschjan und dem Grafiker Gohar Fermanjan. Er arbeitete dann als Künstler bei den Zeitungen Pionier Kantsch, Avantgarde, Sowjet-Armenien und gestaltete deren Titelseiten. Von 1935 bis 1941 studierte Isabekjan an der Kunstakademie Tiflis zunächst Grafik und dann Malerei bei Kote Gselischwili. Seine Diplomarbeit war das Gemälde Aufstand der Batumier Arbeiter 1903. 1941 wurde er Mitglied der Armenischen Künstlerunion. Er schuf szenische Darstellungen, Porträts, Landschaftsbilder, Grafiken und Buchillustrationen. Er stellte bedeutende Personen der armenischen Geschichte dar wie beispielsweise Davit Bek, Sayat Nova und Axel Bakunts. Während des Deutsch-Sowjetischen Krieges stellte er das heroische sowjetische Volk dar und den Befreiungskampf des armenischen Volkes. 1943 diente er in der 89. armenischen Division der Roten Armee.
1943 begann Isabekjan am Terlemesjan-Kunsttechnikum in Jerewan zu lehren. 1945 wechselte Isabekjan an die Staatliche Kunstakademie Jerewan und lehrte dort bis 2000. Besonders bekannt wurde er durch die Illustration der historischen Erzählung über den Kampf der armenischen Aufständischen unter der Führung Wardan Mamikonjans in der Schlacht von Avarayr gegen die sassanidische Oberherren von Derenik Demirtschjan und die Illustration der Erzählungen über Mchitar Sparapet von Sero Chansadjan. Zeichnungen und Grafiken widmete Isabekjan dem Maler Arpenik Nalbandjan. 1952 wurde er in Moskau zum Dozenten ernannt.
1952 trat Isabekjan in die KPdSU ein und wurde 1953 Abgeordneter im Jerewaner Stadtsowjet.
1965 übernahm Isabekjan eine Lehrstuhlleitung im Pädagogischen Abowjan-Institut. 1967 wurde Isabekjan in Moskau zum Professor ernannt und wurde Direktor der Nationalgalerie Armeniens in Jerewan (bis 1987). Er gründete Filialen der Nationalgalerie in Etschmiadsin (1970), Dschermuk (1972), Hrasdan (1973), Wanadsor (1974), Gjumri (1978), Martuni (1978), Jeghegnadsor (1979), Dschadschur für Minas Awetissjan (1980) und Alawerdi (1987).
Isabekjans Werke wurden in Einzelausstellungen gezeigt in Jerewan (1947, 1964, 1986 und zu seinem 80. und 100. Geburtstag), in Tiflis (1965), Rabat (1983), Moskau im Zentralen Haus der Kunst (1988) und Aleppo (1992). Daneben war er auf vielen Gruppenausstellungen vertreten.
Ab 2005 lebte und arbeitete Isabekjan in Aschtarak, wo er dann auch starb. Sein Grab befindet sich im Jerewaner Komitas-Park und -Pantheon.
Die Armenische Nationalgalerie zeigt in einem eigenen Saal Werke Isabekjans. Weitere Werke befinden sich in Museen und privaten Sammlungen. 2013 wurde das Isabekjan-Museum in Jerewan eröffnet. Zum 100. Geburtstag Isabekjans gab die Armenische Zentralbank eine Gedenkmünze heraus.

## Ehrungen
- Orden des Roten Banners der Arbeit (1956)
- Verdienter Künstler der Armenischen SSR (1956)[1]
- Volkskünstler der Armenischen SSR (1963)
- Staatspreis der Armenischen SSR
- Mesrop-Maschtoz-Orden der Republik Armenien (2001)
- Mesrop-Medaille der Armenischen Apostolischen Kirche (2004)
- Ehrenbürger Jerewans (2001)[5]
- Ararat-Medaille des Tekejan-Kulturzentrums
- Goldmedaille des Ministeriums für Bildung und Wissenschaft der Republik Armenien
- Ehrenvorsitz der Patriotischen Union von Iğdır